# Società di Gestione Aeroporto di Cagliari
La Società di Gestione Aeroporto di Cagliari S.p.A. (So.G.Aer.) è la società che dal 1990 gestisce in regime di concessione l'aeroporto di Cagliari-Elmas.

## Società controllate
Le società controllate dalla Sogaer sono:
- Sogaerdyn S.p.A., partecipata da Sogaer al 100%, cura l'handling per i passeggeri e gli aeromobili delle compagnie aeree che scelgono di avvalersi dei suoi servizi;
- Sogaer Security S.p.A., partecipata da Sogaer al 100%, è responsabile dei controlli di sicurezza per passeggeri, bagagli a mano e bagagli da stiva.

## Azionisti
| Socio                                                                 | Quota   |
| Camera di commercio, industria, artigianato e agricoltura di Cagliari | 94,353% |
| S.F.I.R.S. S.p.A                                                      | 3,430%  |
| Banco di Sardegna S.p.A.                                              | 1,052%  |
| Regione Autonoma della Sardegna                                       | 0,720%  |
| Alisarda S.p.A.                                                       | 0,209%  |
| Camera di commercio, industria, artigianato e agricoltura di Oristano | 0,096%  |
| Consorzio Sardegna Costa Sud                                          | 0,056%  |
| Ass. Ind.li Pro. Sard. Merid.                                         | 0,042%  |
| CONFAPI Sardegna                                                      | 0,025%  |
| Editoriale Airon S.r.l.                                               | 0,010%  |
| Fima S.p.A.                                                           | 0,008%  |
| TOTALE                                                                | 100,00% |